# Минчо Казанджиев
Минчо Стойков Казанджиев е кмет на Ловеч (2003-2015).

## Биография
Роден е на 6 май 1957 г. в град Троян. Завършва Техникума по автотранспорт в Плевен (1976) и Стопанска академия „Димитър Ценов“ в Свищов (1982). Икономист със специалност икономист-счетоводител. Специализира в ВИИ „Карл Маркс“ по специалността държавен финансов контрол (1988) и в Стопанска академия „Димитър Ценов“ по специалността маркетинг и мениджмънт на бизнеса (1995).
Работи в системата на ДКМС (1983-1988), секретар и главен счетоводител на СБА-Ловеч (1989-1993), експерт-кредитиране в Тексимбанк-Ловеч (1994-1996), ръководител на сектор в Сметна палата-Ловеч (1997-2003).
Кмет на Ловеч (2003-2015). Член и председател на УС на РСО „Централна Стара планина“ от 2004 г.